# Maria Anna
Maria Anna is een vrouwelijke voornaam.

## Europese adel/koningshuizen
- Maria Anna van Beieren
- Maria Anna van Bragança
- Maria Anna van Oostenrijk (1683-1754), koningin van Portugal
- Maria Anna van Oostenrijk (1718-1744)
- Maria Anna van Portugal
- Maria Anna van Sardinië
- Maria Anna van Spanje, Keizerin van het HRR
- Maria Anna van Saksen
- Maria Anne van Saksen-Altenburg
- Maria Anna Sophia van Saksen
- Marie Anne van Bourbon
- Marie Anna Alexandrine Sophie van Saksen-Weimar-Eisenach